# Salto con gli sci agli XI Giochi olimpici invernali - Trampolino normale
La gara dal trampolino normale di salto con gli sci agli XI Giochi olimpici invernali si disputò il 6 febbraio sul trampolino Miyanomori e parteciparono 56 atleti di 16 diverse nazionalità, che effettuarono due salti con valutazione della distanza e dello stile.

## La prova
La nazione giapponese ospitante aveva ottenuto solo una medaglia d'argento nei precedenti Giochi olimpici invernali, vinta da Chiharu Igaya nello slalom maschile di Cortina nel 1956. Ma questa volta avevano grandi aspettative per la loro eccellente squadra di salto con gli sci . La squadra era composta da quattro saltatori esperti, i quali avevano mostrato una buona forma all'inizio della stagione. La grande stella era senza dubbio il ventottenne Yukio Kasaya. Aveva conquistato una medaglia d'argento nel trampolino normale ai Campionati del Mondo del 1970. Nel torneo dei quattro trampolini all'inizio della stagione olimpica, Kasaya aveva vinto le prime tre competizioni, ma non partecipò all'ultima prova regalando la vittoria al norvegese Ingolf Mork.
Dopo il primo salto il quartetto giapponese conquistò le prime quattro posizioni, facendo esplodere il pubblico di casa. Kasaya fece un salto perfetto di 84,0 m, il più lungo della giornata, seguito da Seiji Aochi, che ha saltò 83,5 m. Al terzo posto c'era Akitsugu Konno di Sapporo, seguito dal quarto giapponese Takashi Fujisawa che conquistò la medaglia d'argento nel trampolino lungo dei Campionati del Mondo di Oslo sei anni prima. Il meglio dei non giapponesi era lo svedese Rolf Nordgren seguito da un altro uomo a sorpresa, il diciannovenne Wojciech Fortuna. La squadra giapponese fu trascinata dal grande tifo del pubblico di casa. Kasaya si è mantenuto forte, ha avuto il miglior salto di tutti nella seconda prova e ha vinto con un margine di quasi 10 punti. Konno fece il secondo miglior salto della seconda prova e conquistò l'argento, e Aochi ottenne il bronzo per il tris giapponese. Solo Fujisawa non riuscì a ripetere il suo primo salto, mancò totalmente e cadde dal quarto posto al ventitreesimo nella classifica finale. Primo dei non giapponesi il norvegese Mork, seguito dal cecoslovacco Jiří Raška campione uscente a Grenoble, e dal polacco Fortuna.
Kasaya e i suoi compagni di squadra furono celebrati come eroi nazionali.

## Classifica
| Pos.    | Atleta                     | Nazione          | 1º salto | 1º salto | 2º salto | 2º salto | Totale |
| Pos.    | Atleta                     | Nazione          | M.       | P.       | M.       | P.       | Totale |
| ------- | -------------------------- | ---------------- | -------- | -------- | -------- | -------- | ------ |
| Oro     | Yukio Kasaya               | Giappone         | 84,0     | 126,6    | 79,0     | 117,6    | 244,2  |
| Argento | Akitsugu Konno             | Giappone         | 82,5     | 120,2    | 79,0     | 114,6    | 234,8  |
| Bronzo  | Seiji Aochi                | Giappone         | 83,5     | 123,3    | 77,5     | 106,2    | 229,5  |
| 4       | Ingolf Mork                | Norvegia         | 78,0     | 112,0    | 78,0     | 113,5    | 225,5  |
| 5       | Jiří Raška                 | Cecoslovacchia   | 78,5     | 112,3    | 78,0     | 112,5    | 224,8  |
| 6       | Wojciech Fortuna           | Polonia          | 82,0     | 115,4    | 76,5     | 106,6    | 222,0  |
| 7       | Gary Napalkov              | Unione Sovietica | 79,5     | 112,4    | 76,0     | 107,8    | 220,2  |
| 7       | Karel Kodejška             | Cecoslovacchia   | 80,0     | 114,7    | 75,5     | 105,5    | 220,2  |
| 9       | K'oba Ts'akadze            | Unione Sovietica | 77,5     | 109,7    | 77,5     | 110,2    | 219,9  |
| 10      | Peter Štefančič            | Jugoslavia       | 77,0     | 107,9    | 77,5     | 110,2    | 218,1  |
| 11      | Frithjof Prydz             | Norvegia         | 80,0     | 114,2    | 74,0     | 103,6    | 217,8  |
| 11      | Rolf Nordgren              | Svezia           | 82,5     | 115,7    | 74,0     | 102,1    | 217,8  |
| 11      | Zbyněk Hubač               | Cecoslovacchia   | 79,0     | 113,1    | 75,0     | 104,7    | 217,8  |
| 14      | Walter Steiner             | Svizzera         | 79,0     | 110,6    | 76,0     | 106,8    | 217,4  |
| 15      | Rainer Schmidt             | Germania Est     | 80,5     | 114,5    | 75,0     | 102,7    | 217,2  |
| 16      | Ernst von Grünigen         | Svizzera         | 78,0     | 109,5    | 74,5     | 102,9    | 212,4  |
| 17      | Rauno Miettinen            | Finlandia        | 75,5     | 105,5    | 75,5     | 106,5    | 212,0  |
| 18      | Henry Glaß                 | Germania Est     | 78,0     | 109,5    | 73,5     | 102,3    | 211,8  |
| 18      | Tauno Käyhkö               | Finlandia        | 76,0     | 105,8    | 75,5     | 106,0    | 211,8  |
| 20      | Yury Kalinin               | Unione Sovietica | 78,5     | 111,8    | 73,5     | 99,8     | 211,6  |
| 21      | Anatoly Zheglanov          | Unione Sovietica | 73,5     | 102,3    | 75,0     | 107,7    | 210,0  |
| 22      | Hans Schmid                | Svizzera         | 76,5     | 106,6    | 73,5     | 102,3    | 208,9  |
| 23      | Takashi Fujisawa           | Giappone         | 81,0     | 117,8    | 68,0     | 90,0     | 207,8  |
| 24      | Adam Krzysztofiak          | Polonia          | 75,5     | 105,0    | 73,5     | 102,3    | 207,3  |
| 25      | Kari Ylianttila            | Finlandia        | 76,0     | 104,8    | 73,5     | 101,8    | 206,6  |
| 26      | Rudi Wanner                | Austria          | 77,0     | 104,4    | 74,0     | 100,6    | 205,0  |
| 27      | Danilo Pudgar              | Jugoslavia       | 79,5     | 112,4    | 68,5     | 92,3     | 204,7  |
| 28      | Josef Zehnder              | Svizzera         | 76,0     | 105,8    | 72,0     | 97,9     | 203,7  |
| 29      | Reinhold Bachler           | Austria          | 73,5     | 100,3    | 73,5     | 101,3    | 201,6  |
| 29      | Rudolf Höhnl               | Cecoslovacchia   | 73,5     | 100,8    | 73,5     | 100,8    | 201,6  |
| 31      | Hans-Georg Aschenbach      | Germania Est     | 74,0     | 103,1    | 69,5     | 95,4     | 198,5  |
| 32      | Tadeusz Pawlusiak          | Polonia          | 73,5     | 98,8     | 71,5     | 99,1     | 197,9  |
| 33      | Nils-Per Skarseth          | Norvegia         | 73,5     | 101,3    | 71,0     | 96,3     | 197,6  |
| 34      | Jerry Martin               | Stati Uniti      | 76,0     | 105,3    | 69,5     | 91,9     | 197,2  |
| 35      | Drago Pudgar               | Jugoslavia       | 73,5     | 97,8     | 73,5     | 99,3     | 197,1  |
| 36      | Max Golser                 | Austria          | 73,0     | 95,5     | 73,5     | 100,3    | 195,8  |
| 37      | Marjan Mesec               | Jugoslavia       | 74,0     | 100,1    | 71,0     | 95,3     | 195,4  |
| 38      | Manfred Wolf               | Germania Est     | 77,5     | 109,2    | 81,0     | 85,8     | 195,0  |
| 39      | Stanisław Gąsienica Daniel | Polonia          | 73,5     | 97,3     | 72,5     | 96,7     | 194,0  |
| 40      | Zdenek Mezl                | Canada           | 74,0     | 100,6    | 70,0     | 92,2     | 192,8  |
| 41      | Ron Steele                 | Stati Uniti      | 75,0     | 99,2     | 71,5     | 93,1     | 192,3  |
| 42      | Anders Lundqvist           | Svezia           | 71,0     | 98,3     | 68,0     | 93,5     | 191,8  |
| 43      | Gilbert Poirot             | Francia          | 69,5     | 93,4     | 71,0     | 95,3     | 188,7  |
| 44      | Ulf Kvendbo                | Canada           | 70,5     | 93,0     | 71,0     | 94,8     | 187,8  |
| 45      | Esko Rautionaho            | Finlandia        | 73,5     | 100,3    | 67,0     | 87,4     | 187,7  |
| 46      | Günther Göllner            | Germania Ovest   | 74,0     | 101,6    | 66,0     | 84,3     | 185,9  |
| 47      | Alfred Grosche             | Germania Ovest   | 70,0     | 92,2     | 69,0     | 90,6     | 182,8  |
| 48      | Rick Gulyas                | Canada           | 71,0     | 90,8     | 70,5     | 90,5     | 181,3  |
| 49      | Sepp Schwinghammer         | Germania Ovest   | 68,5     | 89,8     | 68,5     | 90,3     | 180,1  |
| 50      | Greg Swor                  | Stati Uniti      | 70,5     | 93,0     | 67,0     | 86,4     | 179,4  |
| 51      | Jo Inge Bjørnebye          | Norvegia         | 68,5     | 90,3     | 67,0     | 83,9     | 174,2  |
| 52      | Scott Berry                | Stati Uniti      | 67,5     | 87,7     | 66,0     | 84,3     | 172,0  |
| 53      | Alain Macle                | Francia          | 67,5     | 87,2     | 62,5     | 78,7     | 165,9  |
| 54      | Yvan Richard               | Francia          | 68,0     | 88,0     | 63,5     | 76,3     | 164,3  |
| 55      | Ezio Damolin               | Italia           | 68,0     | 87,0     | 62,5     | 75,7     | 162,7  |
| 56      | Peter Wilson               | Canada           | 64,5     | 79,4     | 60,5     | 70,0     | 149,4  |